# Paolo Gumabao
Paul Sorreta Chen, meglio conosciuto con il nome d'arte Paolo Gumabao, (Taipei, 25 luglio 1998) è un attore e modello filippino.

## Biografia
Paolo Gumabao è nato a Taipei il 25 luglio 1998. Suo padre biogologico è l'attore Dennis Roldan. Ha due fratellastri per parte di padre, Marco Gumabao e Michele Gumabao. L'attrice Isabel Rivas è sua zia.
Ha esordito come attore nel 2014 nel film The Firefighters: The Unsung Heroes. Dopo aver recitato in alcuni altri film e diverse serie televisive (seppure non accreditato nei titoli), ottiene grande successo nel 2021 recitando nel film a tematica LGBT Lockdown.
È tornato ad interpretare un personaggio LGBT l'anno seguente nel film Sisid.

## Filmografia

### Cinema
- The Firefighters: The Unsung Heroes, regia di Rod Ortega (2014)
- Shake Rattle & Roll XV, regia di Perci M. Intalan, Dondon Santos e Jerrold Tarog (2014)
- My Bebe Love:#KiligPaMore, regia di Jose Javier Reyes (2015)
- Haunted Mansion, regia di Jun Lana (2015)
- I Love You to Death, regia di Miko Livelo (2016)
- That Thing Called Tanga Na, regia di Joel Lamangan (2016)
- The Debutantes, regia di Prime Cruz (2017)
- Lockdown, regia di Joel Lamangan (2021)
- Sisid, regia di Brillante Mendoza (2022)
- Silip sa apoy, regia di Mac Alejandre (2022)

### Televisione
- Maalaala Mo Kaya – serie TV, 1 episodio (2015)
- Tsuperhero – serie TV, 1 episodio (2017) Non accreditato
- Encantadia – serie TV, 1 episodio (2017) Non accreditato
- Legally Blind – serie TV, 2 episodi (2017) Non accreditato
- Mulawin vs Ravena – serie TV, 3 episodi (2017) Non accreditato
- My Korean Jagiya – serie TV, 1 episodio (2017) Non accreditato
- Haplos – serie TV, 1 episodio (2017) Non accreditato
- Magpakailanman – serie TV, 3 episodi (2017-2018)
- Dear Uge – serie TV, 3 episodi (2017-2018)
- Tadhana – serie TV, 1 episodio (2018)
- Ang forever ko'y ikaw – serie TV, 5 episodi (2018) Non accreditato
- Contessa – serie TV, 7 episodi (2018) Non accreditato
- Hindi ko kayang iwan ka – serie TV, 132 episodi (2018)
- Ika-5 utos – serie TV, 1 episodio (2018) Non accreditato
- Mga batang poz – serie TV, 6 episodi (2019)
- Horroscope, regia di Ato Bautista – miniserie TV, 1 episodio (2021)
- Click, Like, Share – serie TV, 1 episodio (2021)

## Riconoscimenti
- 2021 – Filipino International Cine Festival[2]
  - Miglior attore per Lockdown (ex aequo con Jerald Napoles)